# Levi Vaoga
Levi Vaoga (ur. 1970) – nowozelandzki strongman.
Mistrz Nowej Zelandii Strongman.

## Życiorys
Levi Vaoga bierze udział w zawodach siłaczy od 1998 r.
Uczestniczył w indywidualnych Mistrzostwach Świata Strongman 1999, Mistrzostwach Świata Strongman 2000 i Mistrzostwach Świata Strongman 2001, jednak nigdy nie zakwalifikował się do finału.
Mieszka w miasteczku Waiouru, w regionie Manawatu-Wanganui.
Wymiary:
- wzrost 193 cm
- waga 164 - 173 kg

## Osiągnięcia strongman
- 2001
  - 1. miejsce - Mistrzostwa Nowej Zelandii Strongman
- 2003
  - 1. miejsce - Mistrzostwa Nowej Zelandii Strongman
- 2008
  - 8. miejsce - Liga Mistrzów Strongman 2008: Varsseveld
- 2009
  - 6. miejsce - Liga Mistrzów Strongman 2009: Terborg (kontuzjowany)